# 태 (문법)
언어학에서 동사의 태(態, 영어: voice)란, 동사가 나타내는 사태의 참여자들이 문법관계를 부여받는 방식을 가리킨다.
예를 들어, 주어가 곧 행위를 일으키는 행위자라면 동사가 능동태에 있다고 하고, 주어가 행위를 당하는 피행위자라면 동사가 수동태에 있다고 한다. 다음의 한국어 예문을 보자.
- 고양이가 쥐를 잡았다.

이 문장의 주어인 ‘고양이’는 잡는 행위의 주체인 행위자이므로, ‘잡았다’는 능동태에 있다. 반면 다음의 예문을 보자.
- 쥐가 고양이에게 잡혔다.

이 문장의 주어인 ‘쥐’는 잡는 행위의 대상인 피행위자이므로, ‘잡혔다’는 수동태에 있다고 할 수 있다.

## 종류
세계의 여러 언어에서는 다음과 같이 다양한 종류의 태가 나타난다.
- 능동태
- 수동태
- 사동태
- 적용태
- 역수동태
- 재귀태
- 상호태
- 중간수동태

## 같이 보기
- 활용
- 정렬 (언어학)
- 비대격동사
- 결합가